# Hrabstwo Carbon (Montana)
Hrabstwo Carbon (ang. Carbon County) – hrabstwo w stanie Montana w Stanach Zjednoczonych. Obszar lądowy hrabstwa obejmuje powierzchnię 2047,99 mil² (5304,27 km²). Według szacunków United States Census Bureau w roku 2009 miało 9756 mieszkańców. Siedzibą hrabstwa jest Red Lodge.

## Miasta
- Bearcreek
- Bridger
- Fromberg
- Joliet
- Red Lodge

## CDP
- Belfry
- Boyd
- Edgar
- Roberts
- Roscoe
- Silesia